# Міцуе
Міцуе́ (яп. 御杖村, みつえむら, андо мура ) — село в Японії, у північно-східній частині префектури Нара.